# Jordan Loyd
Pour les articles homonymes, voir Loyd.
Jordan Loyd, né le 27 juillet 1993 à Atlanta dans l'État de Géorgie, est un joueur américain naturalisé polonais de basket-ball. Il mesure 1,91 m, et évolue aux postes de meneur et d'arrière.

## Biographie
En juin 2019, Loyd remporte le championnat NBA avec les Raptors de Toronto. Il ne joue cependant pas pendant les play-offs.
En août 2019, Loyd rejoint le Valencia BC.
En juillet 2020, Loyd s'engage avec l'Étoile rouge de Belgrade. Il réalise une bonne saison en remportant la Ligue adriatique, la Coupe et le Championnat de Serbie. En Euroligue, Loyd finit 3e meilleur marqueur de la compétition avec 17,3 points de moyenne. En juin 2021, Loyd rejoint le Zénith Saint-Pétersbourg avec un contrat de deux ans.
Le 16 juillet 2022, il s'engage avec Monaco, club évoluant dans le championnat de France et en Euroligue pour les deux prochaines saisons. Il y retrouve Saša Obradović, son entraîneur à Belgrade avec lequel il avait remporté le championnat de Serbie 2021.
Le 14 juillet 2024, Loyd signe pour deux saisons avec le Maccabi Tel-Aviv, club israélien évoluant en Euroligue,. Toutefois, Loyd retourne à Monaco dès octobre, sans avoir joué de rencontre en championnat d'Israël. Loyd justifie sa décision en invoquant les risques sécuritaires qui pèsent sur lui dans un contexte où Israël est impliqué dans divers conflits militaires régionaux. Il s'engage avec Monaco jusqu'en 2026.
Il est naturalisé polonais en 2025 et figure dans la présélection de l'équipe nationale pour l'EuroBasket.

## Palmarès
Monaco :
- Champion de France en 2023 et 2024
- Vainqueur de la Coupe de France en 2023
- MVP des finales du Championnat de France en 2023 avec l'AS Monaco

 Zenith Saint-Pétersbourg :
- Vainqueur de la VTB United League et champion de Russie 2021-2022

 Étoile rouge de Belgrade :
- Champion de Serbie 2021
- Vainqueur de la Ligue adriatique 2021
- Vainqueur de la Coupe de Serbie 2021

 Raptors de Toronto :
- Champion NBA en 2019

 Hapoël Eilat :
- All-Ligat HaAl Second Team 2018
- All-Star du championnat d'Israël 2018

Au niveau universitaire, avec les Greyhounds d'Indianapolis :
- All-GLVC First Team 2016
- GLVC All-Defensive Team 2016